# Déion
Pour les articles homonymes, voir Déionée.
Dans la mythologie grecque, Déion (en grec ancien Δηίων / Dêíôn) ou Déionée (Δηιονεύς / Dêioneús) est un roi de Phocide.
Fils d'Éole (le fils d'Hellen) et d'Énarété, il est marié à Diomédé (fille de Xouthos) dont il a plusieurs enfants : Astérodia, Énétos, Actor, Phylacos, Céphale. Phérécyde d'Athènes cite également Philonis comme fille de Déion.